# Полное банковское резервирование
Полное банковское резервирование (англ. full-reserve banking) — предлагаемая альтернатива частичному банковскому резервированию, при которой банки должны будут хранить всю сумму средств каждого вкладчика в денежной форме, готовой к немедленному снятию средств по требованию клиента. Средства, депонированные клиентами на депозитных счетах до востребования (например, на расчётных счетах), банки не смогут использовать для выдачи займов, поскольку потребуется хранить весь депозит для удовлетворения потенциального распоряжения о выплате. Такие ограничения не предусматриваются для депозитов, которые не подлежат немедленной оплате по требованию, например, для срочных вкладов.
Полное банковское резервирование предлагались и в прошлом. В частности, в 1935 году группа экономистов, включавшая Ирвинга Фишера, предлагала это в числе мер для предотвращения повторения Великой депрессии. Интерес к подобным мерам возобновился после мирового экономического кризиса 2008 года.
В настоящее время ни в одной стране мира нет обязательного полного банковского резервирования. Если даже какие-то банки и придерживаются подобных норм, то делают это по собственному выбору или на основании контрактов. Хотя правительства некоторых стран, таких как Исландия и США, рассматривали возможность внедрения полного резервирования, чтобы избежать будущих финансовых кризисов. В 2018 году Швейцария на референдуме отклонила Инициативу суверенных денег, в которой полное банковское резервирование было важной компонентой предлагаемой реформы швейцарской валютной системы.

## Мнения

### В поддержку
Экономист Милтон Фридман в своё время выступал за 100-процентное обязательное резервирование для контроля счетов. Экономист Лоуренс Котликофф также призывал положить конец банковскому делу с частичным резервированием. Представитель австрийской школы Мюррей Ротбард считал, что резервы менее 100 % представляют собой мошенничество со стороны банков и должны быть незаконными и что полное банковское резервирование устранит риск банкротства. Хесус Уэрта де Сото, другой экономист австрийской школы, также решительно выступает в пользу банковской деятельности с полным резервированием и запрета операций с частичным резервированием.
Финансовый кризис 2008 года привёл к возобновлению интереса к полному банковскому резервированию и суверенным деньгам, выпускаемых исключительно центральным банком. Денежно-кредитные реформаторы отмечают, что банковские операции с частичным резервированием приводят к невозможности выплатить долги, растущему экономическому неравенству, неизбежным банкротствам и императиву постоянного и неустойчивого экономического роста. Главный экономист Financial Times Мартин Вольф заявляет, что полное банковское резервирование «принесёт огромные преимущества».

### Против
Некоторые экономисты отмечают, что при банковском обслуживании с полным резервированием банки не будут получать доход от кредитования за счёт средств, полученных от вкладов до востребования, и вкладчики должны будут самостоятельно оплачивать банковские услуги по ведению счетов, хранению средств, выполнению распоряжений. Вероятно, это не найдёт поддержки у широких слоёв населения. Экономисты Дуглас У. Даймонд и Филип Х. Дибвиг в своей работе о финансовых кризисах предупреждают, что при банковском обслуживании с полным резервированием функцию предоставления средств с частичным резервированием могут взять на себя небанковские кредитные институты. Нерегулируемые институты (например, эмитенты высокодоходных облигаций) возьмут на себя экономически необходимую роль финансового посредничества и свопирования сроков погашения, что приведёт к дестабилизации финансовой системы и к более частым финансовым кризисам.
В ответ на поддержку различными авторами полного резервирования в банковской деятельности Пол Кругман заявляет, что идея «безусловно стоит того, чтобы о ней говорить», но опасается, что она выведет финансовую активность за пределы банковской системы в менее регулируемую теневую банковскую систему.